# Fredrik Villumstad
Fredrik Eirinsønn Villumstad (* 21. März 1999 in Oslo) ist ein norwegischer Skispringer.

## Werdegang
Fredrik Villumstad startete am 11. und 12. Dezember 2017 in Notodden zum ersten Mal im FIS Cup, wo er die Plätze 46 und 45 belegte. Nach mehreren weiteren Starts im FIS Cup in Notodden in den darauffolgenden Jahren debütierte Villumstad am 14. und 15. Januar 2017 in Garmisch-Partenkirchen im Continental Cup, wo er die Plätze 44 und 46  erreichte.
Bei den Norwegischen Meisterschaften 2016 von der Normalschanze auf dem Midtstubakken in Oslo gewann Villumstad im Mannschaftswettbewerb zusammen mit Tom Hilde, Marius Lindvik und Halvor Egner Granerud die Goldmedaille.
Bei den Junioren-Weltmeisterschaften 2017 in Park City, Utah verpasste Villumstad mit einem vierten Platz im Mixed-Team-Wettbewerb zusammen mit Silje Opseth, Marius Lindvik und Anna Odine Strøm die Bronzemedaille knapp. Im Einzelwettbewerb belegte er den elften und mit der Juniorenmannschaft den zwölften Platz. Ein Jahr später gewann er bei den Junioren-Weltmeisterschaften 2018 im schweizerischen Kandersteg zusammen mit Silje Opseth, Anna Odine Strøm und Marius Lindvik den Titel im Mixed-Wettbewerb und holte mit den männlichen Juniorenteam zudem die Bronzemedaille. Im Einzel wurde er erneut Elfter. Auch 2019 nahm er an den Junioren-Weltmeisterschaften, die dismal im finnischen Lahti ausgetragen wurden, teil. Dabei erreichte er gemeinsam mit Anders Ladehaug, Sander Vossan Eriksen und Thomas Aasen Markeng im Mannschaftswettbewerb der Junioren ebenso den zweiten Platz, wie im Mixed-Teamwettbewerb mit Ingebjørg Saglien Bråten, Silje Opseth und Thomas Aasen Markeng. Im Einzelwettbewerb wurde er hingegen nur 15. Beim Continental-Cup-Springen vom 3. März 2019 in Rena erreichte Villumstad mit einem zweiten Platz hinter dem Teamkameraden Marius Lindvik erstmals das Podium.
Nachdem er am 9. September 2021 in Oslo erstmals ein Continental-Cup-Springen gewinnen konnte, errang Villumstad beim Saisonauftakt 2021/22 seine ersten Punkte im Weltcup.

## Erfolge
Continental-Cup-Siege im Einzel
| Nr. | Datum             | Ort     | Typ         |
| --- | ----------------- | ------- | ----------- |
| 1.  | 9. September 2021 | Oslo    | Großschanze |
| 2.  | 19. Februar 2022  | Rena    | Großschanze |
| 3.  | 8. Januar 2023    | Planica | Großschanze |

## Statistik

### Weltcup-Platzierungen
| Saison  | Platz | Punkte |
| ------- | ----- | ------ |
| 2021/22 | 042.  | 062    |
| 2022/23 | 070.  | 010    |
| 2023/24 | 058.  | 010    |
| 2024/25 | 034.  | 127    |

### Grand-Prix-Platzierungen
| Saison | Platz | Punkte |
| ------ | ----- | ------ |
| 2022   | 049.  | 026    |

### Continental-Cup-Platzierungen
| Saison  | Sommer | Sommer | Winter | Winter | Gesamt | Gesamt |
| Saison  | Platz  | Punkte | Platz  | Punkte | Platz  | Punkte |
| ------- | ------ | ------ | ------ | ------ | ------ | ------ |
| 2017/18 | –      | –      | 106.   | 008    | 143.   | 008    |
| 2018/19 | –      | –      | 027.   | 264    | 037.   | 264    |
| 2019/20 | 034.   | 100    | 073.   | 030    | 055.   | 130    |
| 2021/22 | 003.   | 399    | 038.   | 180    | 011.   | 579    |
| 2022/23 | 023.   | 095    | 002.   | 881    | 003.   | 976    |